# (32275) Limichael
(32275) Limichael est un astéroïde de la ceinture principale.

## Description
(32275) Limichael est un astéroïde de la ceinture principale. Il fut découvert le 1er août 2000 à Socorro (Nouveau-Mexique) par le projet LINEAR. Il présente une orbite caractérisée par un demi-grand axe de 2,53 UA, une excentricité de 0,05 et une inclinaison de 3,5° par rapport à l'écliptique.

## Compléments